# Polbeth
Polbeth est un village situé dans le West  Lothian, en Écosse.